# Clyde (Ohio)
Pour les articles homonymes, voir Clyde.
Clyde est une petite ville de l'Ohio, États-Unis, avec une population de 6 325 habitants.
La famille de l'écrivain Sherwood Anderson s'y installe en 1884 et c'est là qu'il y a passé son enfance et son adolescence. Les souvenirs qu'il en a gardés se retrouvent en partie dans son cycle de nouvelles Winesburg-en-Ohio (Winesburg, Ohio), paru en 1919.
Son frère aîné Karl James Anderson y fréquente le lycée et suit parallèlement des cours d'art auprès d'un peintre local John B. Tichenor (1891).